# Two Rooms and a Boom
Two Rooms and a Boom (abgekürzt auch 2R1B) ist ein Gesellschaftsspiel der amerikanischen Spieleautoren Alan Gerding und Sean McCoy für bis zu 30 Personen. Das Spiel erschien erstmals 2013 als Print-and-play-Edition und wurde 2015 von dem Verlag Tuesday Knight Games veröffentlicht. Das Spiel ist wie andere bekannte Partyspiele, etwa Mafia, Die Werwölfe von Düsterwald und Secret Hitler, für sehr große Gruppen angelegt und lebt von der Kommunikation der Mitspieler und den Rückschlüssen, die sich aus den Aussagen und Tätigkeiten schließen lassen.

## Spielablauf
Bei Two Rooms and a Boom geht es thematisch um die Planung und Durchführung eines Attentats auf den Präsidenten eines fiktiven Staates.

### Vorbereitungen
Alle Mitspieler werden dafür geheim über entsprechende Karten in zwei Gruppen eingeteilt, die als rotes und blaues Team bezeichnet werden. Ein Mitspieler des blauen Teams ist zudem der Präsident, ein Mitspieler des roten Teams der Attentäter („Bomber“). Bei einer ungeraden Anzahl von Mitspielern gibt es zudem den „Gambler“ als zusätzlichen Charakter. Nachdem alle Mitspieler ihre Zuordnungen erhalten haben, werden sie auf zwei Räume aufgeteilt. Die Räume sollten so gewählt werden, dass sich die Gruppen gegenseitig nicht hören können.

### Spielrunden
Das Basisspiel läuft über drei Runden, die immer kürzer werden. Die erste Runde dauert drei Minuten, die zweite zwei Minuten und die dritte eine Minute. Während der Runden unterhalten sich die Mitglieder im Raum, und durch gezieltes Fragen sowie die Aufforderung, Karten zu zeigen, versuchen sie herauszufinden, wer in welchem Team spielt und wer Präsident und Attentäter ist. Während der Runde darf kein Spieler den jeweiligen Raum verlassen, und jegliche Kommunikation zwischen den Räumen ist untersagt. Zudem dürfen die Charakterkarten zwar teilweise oder ganz gezeigt werden, sie dürfen jedoch nicht getauscht werden.
In jedem der Räume wird zudem ein Gruppenleiter gewählt, der am Ende der jeweiligen Runde entsprechend der Anzahl der Mitspieler einen oder mehrere Spieler auswählen muss, der oder die den Raum wechseln muss bzw. müssen (Geisel, „Hostage“). Dabei darf der Gruppenleiter nicht sich selbst als Geisel auswählen.

### Ende des Spiels
Das Spiel endet nach drei Runden. Die jeweiligen Personen eines Raumes offenbaren sich, und der Attentäter lässt mit einem lauten „Boom“ die Bombe explodieren und tötet damit alle Anwesenden im jeweiligen Raum. Befinden sich Attentäter und Präsident im selben Raum, stirbt auch der Präsident, und das rote Team hat das Spiel gewonnen. Befinden sich Attentäter und Präsident dagegen in unterschiedlichen Räumen, gewinnt das blaue Team, und der Präsident ist sicher.

## Erweitertes Spiel
Um das Basisspiel zu erweitern, wurden zahlreiche weitere Charaktere entwickelt, die mit ihren Eigenschaften jeweils weitere Regeln in das Spiel einbringen. Zusätzliche Regeln variieren zudem die Anzahl der Runden und andere Faktoren.

## Ausgaben und Rezeption
Das Spiel Two Rooms and a Boom wurde 2013 als Print-and-play-Edition veröffentlicht und kostenlos über das Internet verbreitet. Zudem starteten die Autoren des Spiels eine kickstarter-Kampagne mit dem Ziel, das Spiel auch als offizielle Version zu veröffentlichen. Das Ziel von 10.000 USD wurde dabei nicht nur erreicht, sondern deutlich überschritten; zum Ende der Kampagne kamen durch fast 4000 Unterstützer mehr als 100.000 USD zusammen. Im selben Jahr wurde es für den Preis Golden Geek Best Print & Play Board Game der Website BoardGameGeek nominiert.
2015 erschien das Spiel dann als offizielle Version bei dem Verlag Tuesday Knight Games, den Alan Gerding und Sean McCoy unter anderem für die Vermarktung des Spiels gegründet haben. Anfang 2017 startete Gerding ein weiteres Kickstarter-Projekt, um die erste offizielle Erweiterung mit dem Titel Necroboomicon zu realisieren. Dabei soll das Spiel um neun weitere Charaktere erweitert werden, die von den Figuren des Cthulhu-Mythos von H. P. Lovecraft inspiriert wurden und das Spiel vor allem für kleine Spielerzahlen interessant machen sollen.

## Belege
1. ↑  Two Rooms and a Boom bei kickstarter, Kampagne 2013; abgerufen am 16. Februar 2017.
2. ↑  Two Rooms and a Boom in der Spieledatenbank BoardGameGeek (englisch); abgerufen am 16. Februar 2017.
3. ↑  Versionen auf den Seiten der Datenbank BoardGameGeek; abgerufen am 16. Februar 2017.
4. ↑  Necroboomicon bei kickstarter, Kampagne 2013; abgerufen am 16. Februar 2017.